# Adele Krèn
Adele Krèn, gelegentlich auch Adele Kren, (* 20. Oktober 1860 in Darmstadt, Deutschland; † 22. März 1882 in Meran, Österreich-Ungarn) war eine österreichische Sängerin (Sopran) und Schauspielerin.

## Leben
Adele Krèn war eine Tochter des österreichischen Sängers (Buffo) Josef Krèn und dessen Ehefrau, einer Schauspielerin. Bereits 1866 war Krèn in ersten Kinderrollen auf der Bühne zu sehen. Ihr erstes Engagement hatte sie 1873 am Stadttheater in Krefeld und von dort holte man sie bereits kurze Zeit später an das Wallner-Theater nach Berlin, wo sie ihre ersten Triumphe an der Seite von Kollegen wie Karl Helmerding feiern konnte.
Von Berlin wurde Krèn an das Stadttheater Mainz engagiert. Dort entdeckte man auch ihr Talent als Sängerin. Die nächste Station ihrer Karriere war das Stadttheater Zürich, wo sie nahezu ausschließlich als Sängerin agierte. Chéri Maurice erlebte Krèn in Zürich und holte sie nach Hamburg an sein Theater.
Mit Wirkung vom 15. November 1877 kam Krèn am Friedrich-Wilhelmstädtischen Theater zu Berlin unter Vertrag. Dort machte sie u. a. die Bekanntschaft von Kapellmeister Arno Kleffel, bei dem sie privaten Gesangsunterricht bekam. Im Sommer 1879 erkrankte sie und konnte kaum noch ihren Verpflichtungen nachkommen. Anfang 1882 reiste sie zur Kur nach Südtirol. Dort starb Adele Krèn am 22. März (nach anderer Lesart 29. März) 1822 im Alter von 21 Jahren in Meran. Der Theaterkritiker Rudolf Elcho verfasste einen beachtenswerten Nachruf auf sie.

## Rollen (Auswahl)
- Adele – Die Fledermaus (Johann Strauss)
- Marie – Zar und Zimmermann (Albert Lortzing)
- Anna-Liese – Die Anna-Liese (Hermann Hersch)
- Preciosa – Preciosa (Pius Alexander Wolff)
- Käthchen – Das Käthchen von Heilbronn (Heinrich von Kleist)
- Fenella – Die Stumme von Portici (Daniel-François-Esprit Auber)
- Therese – Ultimo (Gustav von Moser)
- Fanchette – Der Seekadett (Richard Genée)
- Césarine – Césarine (Max Wolf)
- Graziella – Graziella (Jules Barbier)
- Fiametta – Fiametta (Léon Minkus)
- Boccaccio – Boccaccio (Franz von Suppè)
- Kleiner Herzog – Der kleine Herzog (Charles Lecocq)